# Symbrenthia
Symbrenthia là một chi bướm ngày thuộc Họ Bướm giáp sinh sống ở đông nam của châu Á

## Các loài
Các loài trong chi này gồm:
- Symbrenthia anna Semper, 1888
- Symbrenthia brabira Moore, 1872
- Symbrenthia doni (Tytler, 1940) – Tytler's Jester
- Symbrenthia hippalus C. & R. Felder, 1867
- Symbrenthia hippoclus (Cramer, 1779) – Common Jester
- Symbrenthia hypatia (Wallace, 1869)
- Symbrenthia hypselis (Godart, 1824) – Himalayan Jester, Spotted Jester
- Symbrenthia hysudra Moore, 1874
- Symbrenthia intricata Fruhstorfer, 1897
- Symbrenthia javanus Staudinger, 1897
- Symbrenthia lilaea (Hewitson, 1864) – Common Jester
- Symbrenthia niphanda Moore, 1872 – Bluetail Jester
- Symbrenthia platena Staudinger, 1897
- Symbrenthia silana de Nicéville, 1885 – Scarce Jester
- Symbrenthia sinoides Hall, 1935
- Symbrenthia viridilunulata Huang & Xue, 2004

## Cây chủ
Các loài trong chi này thường đẻ trứng trên các loài cây thuộc họ Urticaceae.